# Condon (Mondkrater)
Condon ist ein Einschlagkrater am Ostrand der Mondvorderseite, am nordöstlichen Rand des Sinus Successus, südlich des Kraters Apollonius.
Durch zwei Öffnungen des Walls im Süden und Nordwesten drang Lava aus dem Sinus Successus in das Innere ein, das daher jetzt nahezu eben ist.
Der Krater wurde 1976 von der IAU nach dem US-amerikanischen Physiker Edward Condon offiziell benannt.